# Postling
Postling är en ort och civil parish i grevskapet Kent i sydöstra England. Orten ligger i distriktet Folkestone and Hythe, cirka 8,5 kilometer nordväst om Folkestone. Civil parishen hade 200 invånare vid folkräkningen år 2021.